# للنفيراين نوبولل (ويلز)
للنفيراين‌نوبولل (بالإنجليزية: Llanfair-yn-Neubwll)‏ هي مستوطنة تقع في المملكة المتحدة في ويلز. يقدر عدد سكانها بـ 1,688 نسمة .